# Sorbus pseudosemiincisa
Sorbus pseudosemiincisa är en rosväxtart som beskrevs av Ádám Boros. Sorbus pseudosemiincisa ingår i släktet oxlar, och familjen rosväxter. Inga underarter finns listade i Catalogue of Life.